# Пиетро Джерми
Пиетро Джерми (на италиански: Pietro Germi) е италиански филмов актьор, сценарист, режисьор и филмов продуцент.
След като се посвещава главно на филми с драматичен характер и със силна социална и политическа критика, във фазата на пълна зрялост той започва да проявява интерес към комедията. Така прави филми, които, запазвайки същевременно известно внимание към темите на неговите предишни творби, придобиват подчертани сатирични и цинично хумористични тонове, което го кара да бъде смятан за един от най-важните представители на италианската комедия: самият термин е вдъхновен от един от неговите филми – „Развод по италиански“ от 1961 г., който е един от най-важните филми в този артистичен дух и му носи Наградата за най-добра комедия на 15-то издание на Филмовия фестивал в Кан и Оскар за най-добър оригинален сценарий през 1963 г. Към 2023 г. той е единственият италианец , заедно със сценаристите Енио Де Кончини и Алфредо Джанети, спечелил последната награда.

## Биография
Учи актьорско майсторство и режисура в римския „Centro Sperimentale di Cinematografia“. По време на своето учение се издържа като допълнителен актьор, асистент-режисьор, а понякога и писател. Джерми прави режисьорския си дебют през 1945 г. с филма Il testimone. Неговите ранни творби, включително и този филм, са в италианския неореалистичен стил; много от тях са социални драми, които се занимават със съвременни проблеми, свързани с хората от сицилианското общество.
През годините Джерми се отдалечава от социалната драма и преминава към сатиричните комедии, но запазва любимия си елемент – сицилианския народ. През 60-те години получава успехи в световен мащаб с филмите „Развод на италиански стил“, „Прелъстена и изоставена“. Бил е номиниран за награди на Академията, както в режисура, така и за сценарий, и впоследствие спечели в категорията за сценарий. Той спечели и „Голямата награда“ на филмовия фестивал в Кан. Неговият филм от 1968 г. „Серафино“ печели Златна награда на 6-ия Московски международен филмов фестивал.
Джерми сътрудничи за сценариите на всички филми, които режисира и се появява като актьор в някои от тях. Умира в Рим от хепатит на 5 декември 1974 година.

## Филмография

### Режисьор
| Година | Филм                         | Оригинално заглавие           | Бележки            |
| ------ | ---------------------------- | ----------------------------- | ------------------ |
| 1945   | Свидетелят                   | Il testimone                  |                    |
| 1947   | Загубена младост             | Gioventù perduta              |                    |
| 1948   | В името на закона            | In nome della legge           |                    |
| 1950   | Пътят на надеждата           | Il cammino della speranza     |                    |
| 1951   | Градът се защитава           | La città si difende           |                    |
| 1952   | Президентшата                | La presidentessa              |                    |
| 1952   | Разбойникът на Тика дел Лупо | Il brigante di Tacca del Lupo |                    |
| 1953   | Ревност                      | Gelosia                       |                    |
| 1953   | Средновековни любови         | Amori di mezzo secolo         | еп. Guerra 1915-18 |
| 1956   | Машинистът                   | Il Ferroviere                 |                    |
| 1957   | Безхарактерният мъж          | L’uomo di paglia              |                    |
| 1959   | Заплетен случай              | Un maledetto imbroglio        |                    |
| 1961   | Развод по италиански         | Divorzio all'italiana         |                    |
| 1964   | Прелъстена и изоставена      | Sedotta e abbandonata         |                    |
| 1966   | Дами и господа               | Signore & signori             |                    |
| 1967   | Неморалният                  | L’immorale                    |                    |
| 1968   | Серафино                     | Serafino                      |                    |
| 1970   | Хубавите кестени             | Le castagne sono buone        |                    |
| 1972   | Алфредо, Алфредо             | Alfredo, Alfredo              |                    |

### Сценарист
- Retroscena, реж. Алесандро Блазети (1939)
- L'amore canta, реж. Фердинандо Мария Поджоли (1941)
- Il figlio del corsaro rosso, реж. Марко Елтер (1943)
- Gli ultimi filibustieri, реж. Марко Елтер (1943)
- I dieci comandamenti, реж. Джорджо Валтер Кили (1945)
- Contro la legge, реж. Флавио Калвадзара (1950)
- Amici miei, реж. Марио Моничели (1975), посмъртен[13]

### Актьор
- La corona di ferro, реж. Алесандро Блазети (1941)
- Montecassino, реж. Артуро Джемити (1946)
- Fuga in Francia, реж. Марио Солдати (1948)
- Il ferroviere, реж. Пиетро Джерми (1956)
- L'uomo di paglia, реж. Пиетро Джерми (1958)
- Un maledetto imbroglio, реж. Пиетро Джерми (1959)
- Il rossetto, реж. Дамиано Дамиани (1960)
- Jovanka e le altre (5 Branded Women), реж. Мартин Рит (1960)
- La viaccia, реж. Мауро Болинини (1961)
- Il sicario, реж. Дамиано Дамиани (1961)

### Продуцент
- Signore & signori, реж. Пиетро Джерми (1966)
- L'immorale, реж. Пиетро Джерми (1967)
- Serafino, реж. Пиетро Джерми (1968)
- I giovedì della signora Giulia - тв сериал (1970)